# James Gregory (pentatleta)
James Gregory (3 agosto 1970) è un ex pentatleta statunitense.

## Palmarès
In carriera ha conseguito i seguenti risultati:
- Mondiali:

Pesaro 2000: oro nel pentathlon moderno a squadre.